# Too Proud
「Too Proud」（トゥー・プラウド）は、宇多田ヒカルの楽曲である。2018年6月27日にリリースされた7thアルバム『初恋』にJevonとのコラボレーション・ソングとして収録された。2018年11月6日に中国からXZT、ベトナムからSuboi、韓国からEKと、総勢3名のアジアンラッパーを客演に迎えたリミックスバージョン「Too Proud featuring XZT, Suboi, EK (L1 Remix)」が配信限定でリリースされた。

## 背景と制作
オリジナルバージョンの「Too Proud featuring Jevon」のトラックメイキングは宇多田と小袋成彬の共作で、リミックスバージョンの「Too Proud featuring XZT, Suboi, EK (L1 Remix)」はプロデューサーユニットのiivvyyや、ドラマー／プロデューサーのTepppeiといった世界を舞台に活躍するアーティストたちが迎えられた。ロッキング・オンの小池宏和はこれについて、「自らの楽曲を新進気鋭アーティストが活躍する『場』として提供する姿勢が窺える。つまり、楽曲のテーマをもとに対話の範囲を押し広げながら、言わば『次世代の音楽シーンをプロデュースする』試みが果たされているのである。」と指摘した。
宇多田ヒカルの12年ぶりのツアー『Hikaru Utada Laughter in the Dark Tour 2018』のスタートを記念して、各種ストリーミングサービスや配信サイトで「Too Proud featuring XZT, Suboi, EK (L1 Remix)」がリリースされた。配信限定シングルとしては『初恋』より約半年ぶり。また、YouTubeでは、90秒の試聴ムービーも公開された。タイトルにある「L1 Remix」とは、「Language1 Remix」の略称であり、宇多田および各ラッパーがそれぞれの国の母国語（Language1）で参加していることに由来するとのこと。

## 参加アーティスト
2016年の復帰作『Fantome』の「忘却」でKOHHをフィーチャー、2017年には「光 (Ray Of Hope MIX)」でPUNPEEをリミキサーに抜擢、さらに本楽曲のオリジナルバージョンでUKラッパーのJevonを起用するなど、近年の宇多田は、ヒップホップ周りのアーティストを度々フックアップしてきた。 今回のリミックスでは中国からXZTが、ベトナムからSuboi、韓国からEKと総勢3名のアジアンラッパーを迎えての形を取っており、宇多田が日本以外のアジアのアーティストとコラボするのは自身初のことになる。
中国の3人組ヒップホップグループ・Straight Fire GangのメンバーであるXZTは、障壁の前でもがく一般的な若者の視点で書いたリリックが共感を呼んでいる。2018年にリリースされた1stアルバム『These Kids Climbing Wall』は大好評を受けた。「ベトナム・ヒップホップ界の女王」と呼ばれるSuboiは、2015年にはアメリカの巨大フェス『SXSW』にベトナム人として初めて出演し、グローバルな活躍を見せている女性ラッパー。ホーチミンで育ち、14歳の時にアメリカのヒップホップに影響を受けてラップを始めた。2010年にソロデビューを果たし、2014年には自主レーベル＜Suboi Entertainment＞を設立している。EKは、韓国の新鋭ラッパー。ヒップホップグループ・Most Badass Asian（以下MBA）のメンバーとして2015年から活動を開始した。インディペンデントの新人であるにもかかわらず、群を抜いた実力の高さで瞬く間に頭角を現し、韓国ヒップホップシーンの名だたるラッパーたちから引っ張りだこになった。

## 音楽性
本楽曲は、トラップの影響を受けたパーカッシブな譜割りを取り入れており、宇多田のヴァース〈 己を慰める術の 日に日に増していくことよ 〉では、末尾を欠いた三連符と8分音符を、端正なリズムの歌い分けで往復している。批評家/ライターのimdkmは、自著「リズムから考えるJ-POP史」で本楽曲に言及。トラップの影響を受けた譜割りとは対照的に、ベルで鳴らされる「3：3：2」のパターンなどを挙げ、これをフットワーク的だと指摘している。また、トラップの特徴である32分音符や64分音符のロールで鳴らされるハイハットが使用されてないことや、キックの音価が高いことなどから、本楽曲のトラック自体はトラップ的でないとしている。
歌詞の面では、参加した3人がそれぞれに母国語で、オリジナルの「Too Proud featuring Jevon」という楽曲の主題である「セックスレス、他者との関係性」を汲み取ったリリックを綴り、共感が拡散する過程を描き出している。これらの歌詞については、「それぞれに母国語のトーンを尊重して感情が吹き込まれたリリックは、個々の言い分を際立たせながら響いている。」と指摘されている。

## 評価

### 批評
ライターの小池宏和は、ロッキング・オンにて、本作で宇多田は「今後10年、20年先のポップミュージックを見据えるように、気鋭アーティストが広く知られる機会を生み出そうとしている」と指摘。「未知の才能をキャッチするアンテナの感度の高さを引っくるめて、ポップミュージックの遊び方・楽しみ方を提示してみせる、そんな宇多田ヒカルの今が浮かび上がってくる作品」とコメントした。Real Soundは、本作について、「他国のトレンドまで読み取る宇多田ヒカルの鋭い感覚と情報力に驚かされる」と称賛し、「起用アーティストの新鋭とベテランのバランスや性別のバランスまで絶妙に組み合わせた点」を高く評価。そして、今後の宇多田の「グローバルで新鮮なコラボ」にも期待を寄せた。

### チャート成績
「Too Proud featuring XZT, Suboi, EK (L1 Remix)」は、Billboard JAPANのダウンロード部門で63位を、ラジオ部門で15位を記録し、総合チャートで最高位63位を獲得した。

## 収録曲
1. Too Proud featuring XZT, Suboi, EK (L1 Remix)
作詞・作曲：宇多田ヒカル、Javon Ellis、XZT、Suboi（英語版）、EK
プロデュース：宇多田ヒカル、小袋成彬
2. Too Proud featuring Jevon
作詞・作曲：宇多田ヒカル、Javon Ellis
プロデュース：宇多田ヒカル

## クレジット
Too Proud featuring XZT、Suboi、EK（L1 Remix）
- 小森雅仁：Mixing
- Mike Bozzi：Mastering
- XZT、Suboi、EK：Featured Artist
- 宇多田ヒカル：Vocals・Programming
- 小袋成彬：Programming
- iivvyy：Interlude Section Programming
- Tepppei：EK Rap Section Programming

Too Proud featuring Jevon
- Jevon：Featured Artist
- 宇多田ヒカル：Vocals・Programming
- 小袋成彬：Programming